# Neoserica kaskiensis
Neoserica kaskiensis är en skalbaggsart som beskrevs av Ahrens 2004. Neoserica kaskiensis ingår i släktet Neoserica och familjen Melolonthidae. Inga underarter finns listade i Catalogue of Life.